# Хардинг, Люк (лингвист)
Люк Уильям Хардинг (род. 11 июля 1977 года) — австралийский лингвист.
В настоящее время[когда?] является профессором на факультете лингвистики и английского языка Ланкастерского университета, Великобритания. Его исследования направлены на оценку языка с особым акцентом на оценку слуха, оценку произношения и диагностическую оценку языка. В настоящее время[когда?] является главным редактором журнала Language Testing (Языковой тест).

## Карьера
Хардинг получил степень бакалавра гуманитарных наук в области лингвистики в Мельбурнском университете в 2002 году. Позже получил степень магистра искусств в области прикладной лингвистики и степень доктора философии в области прикладной лингвистики в Мельбурнском университете в 2008 году.
С 2011 года является профессором кафедры лингвистики и английского языка Университета Ланкастер с 2010 года.
19 апреля 2017 года Хардинг вместе с Чарльзом Олдерсоном и Тинеке Брунфаут были выбраны победителями в номинации «Лучшая статья» Международной ассоциации языкового тестирования (ILTA, англ. International Language Testing Association). Отмеченная наградами статья «К теории диагностики во втором и иностранном языках: взгляд из профессиональной практики в разных областях» была опубликована в 2015 году в журнале Applied Linguistics. В ходе исследования изучалось, как диагностика теоретизируется и проводится по разным профессиям с целью найти общие черты, которые можно применять в контексте оценки второго и иностранного языков. На основе интервью с профессионалами из таких областей, как автомеханика, поддержка ИТ-систем, медицина, психология и образование, был разработан набор принципов, которые помогут составить исчерпывающую теорию диагностической оценки на втором или иностранном языке.
9 октября 2018 года Хардинг был приглашенным докладчиком в Джорджтаунском университете, Вашингтон, округ Колумбия. Он выступил с речью под названием «Английский как лингва-франка и оценка языка: проблемы и возможности».
С 2019 года является соредактором журнала «Language Testing».

## Исследование
В журнальной статье, опубликованной в 2012 году в разделе «Тестирование языка», Хардинг исследовал потенциал преимущества общего L1 в академическом тесте по аудированию английского языка с участием говорящих с акцентами L2.

## Публикации
Хардинг опубликовал в нескольких крупных журналах, таких как Applied Linguistics, Language Testing, Language Teaching, Assessing Writing и Language Assessment Quarterly. Публикует журнальные статьи в соавторстве с Чарльзом Олдерсоном.